# Gerechtelijk onderzoek
Het gerechtelijk onderzoek, in het Belgisch strafrecht, is het geheel van de handelingen die ertoe strekken de daders van misdrijven op te sporen, de bewijzen te verzamelen en de maatregelen te nemen die de rechtscolleges in staat moeten stellen met kennis van zaken uitspraak te doen.
Een gerechtelijk onderzoek wordt gevoerd onder de leiding en het gezag van een onderzoeksrechter, een magistraat uit de rechtbank van eerste aanleg.

## Het gelasten van een onderzoeksrechter
Het Belgische Wetboek van Strafvordering maakt een onderscheid tussen een opsporingsonderzoek, onder leiding van een procureur des Konings en een (echt) gerechtelijk onderzoek, onder leiding van een onderzoeksrechter.  
De algemene regel is dat voor meer ingrijpende onderzoeksdaden de toestemming of de leiding van een onderzoeksrechter nodig is. 
De onderzoeksrechter kan worden gelast door:
- Een vordering van de procureur des Konings
- Een burgerlijke partijstelling
- Een vraag tot mini-onderzoek van de procureur des Konings

## Kenmerken van het onderzoek
Het onderzoek gebeurt schriftelijk, omdat de resultaten ervan door het onderzoeksgerecht en eventueel door het vonnisgerecht moeten worden beoordeeld.
Het onderzoek is in principe geheim. Sommige partijen kunnen (naargelang hun hoedanigheid) in bepaalde stadia van het onderzoek inzage van het dossier krijgen.
Het onderzoek is tot op zekere hoogte tegensprekelijk (mogelijkheid tot beroep).

## Voornaamste onderzoeksverrichtingen
- De ondervraging van de inverdenkinggestelde - Bevel tot aanhouding: De inverdenkinggestelde is de persoon aan wie de onderzoeksrechter, ter gelegenheid van een verhoor, heeft bekendgemaakt dat er ernstige aanwijzingen van schuld bestaan. Is verplicht wanneer hij een bevel tot aanhouding wil afleveren.
- Het verhoor van getuigen: Wanneer onderzoeksrechter het nuttig acht, gaat hij persoonlijk over tot verhoor van getuigen. De getuige heeft drie verplichtingen: verschijnen, de eed afleggen en antwoorden op de gestelde vragen.
- Huiszoeking en eventueel Inbeslagneming
- Deskundigenonderzoek
- Onderzoek aan het lichaam
- DNA-onderzoek
- Plaatsbezoek: Onmiddellijk na de feiten, of nadien tijdens bijvoorbeeld een wedersamenstelling
- Het opsporen van telefonische mededelingen: De onderzoeksrechter kan de oproepgegevens doen opsporen van communicatiemiddelen van waaruit of waarnaar oproepen werden/worden gedaan én de oorsprong en de bestemming van de telecommunicatie laten lokaliseren.
- Het afluisteren van telefoongesprekken
- Inobservatiestelling: Om na te gaan of er sprake is van krankzinnigheid, erge staat van geestesstoornis of zwakzinnigheid

Wanneer de onderzoeksrechter oordeelt dat zijn onderzoek voltooid is, zendt hij het dossier over aan de procureur des Konings.

## Mini-instructie
De procureur des Konings kan een mini-instructie vorderen bij de onderzoeksrechter. De zaak wordt dan niet afgewikkeld langs de raadkamer. 
De onderzoeksrechter beslist alleen over de gevraagde dwangmaatregel zonder een eigenlijk gerechtelijk onderzoek op te starten. Na de uitvoering van de mini-instructie loopt het opsporingsonderzoek gewoon verder.
De onderzoeksrechter heeft wel altijd een evocatierecht.
Het mini-onderzoek geldt niet voor de voorlopige hechtenis, telefoontap, noch voor de volledige anonieme getuigenissen.
Sinds 29 februari 2016 kan een Procureur des Konings  wel een huiszoeking vragen aan de onderzoeksrechter via een mini-onderzoek.
Na de publicatie in het Belgisch Staatsblad van het vernietigingsarrest van het Grondwettelijk Hof van 21 december 2017 inzake enkele bepalingen van de Potpourri II-wet kan de Procureur des Konings geen mini-onderzoek meer vorderen voor wat betreft de huiszoeking.